# 양산 용화사 석조여래좌상
양산 용화사 석조여래좌상(梁山 龍華寺 石造如來坐像)은 대한민국 경상남도 양산시, 용화사 사찰에 있는 통일신라의 불상이다.
1968년 12월 19일 대한민국의 보물 제491호 용화사석조여래좌상(龍華寺石造如來坐像)으로 지정되었다가, 2010년 8월 25일 현재의 명칭으로 변경되었다.

## 개요
원래는 김해군 상동면 감로리 절터에 있던 것을 조선시대 말에 부근의 강변으로 옮겼으며, 1947년 2월에 법당을 다시 지으면서 현재의 장소로 옮겼다. 대좌(臺座)와 광배(光背)를 갖춘 완전한 불상이다.
당당한 어깨, 양감있는 가슴, 양감있는 팔다리의 표현에는 입체감이 어느 정도 나타나고 있으나 손이나 목 등 세부표현에서는 형식화된 면이 엿보인다. 얼굴은 네모지고 튀어나온 이마로 인해 힘이 있으나 가늘게 뜬 눈, 작은 코와 입 등에서 통일신라 후기의 시대적인 특징을 볼 수 있다. 왼쪽 어깨만 감싸고 있는 옷은 신체에 밀착되어 있고, 옷주름의 표현 역시 간략하게 되었다.
부처의 몸에서 나오는 빛을 형상화한 광배에는 불꽃무늬, 연꽃무늬, 구름무늬 등이 조각되어 있으며, 광배 윗부분에는 작은 부처 1구와 비천상(飛天像)이 새겨져 있다. 특히 광배에 비천상이 새겨진 경우는 매우 드문 예로 《해남 대흥사 북미륵암 마애여래좌상》(국보 제308호)의 광배와 동일한 형식이다. 불상이 앉아 있는 대좌에는 연꽃무늬와 비천보살상 등이 새겨져 있으며 8각으로 되어 있다.
통일신라 중기의 불상양식을 지니고 있으면서 세부에서는 이상적인 면이 사라지고 형식화되어 가는 통일신라 후기의 작품으로 보인다.

## 같이 보기
- 용화사

## 참고 자료
- 양산 용화사 석조여래좌상 - 국가유산청 국가유산포털